# Вілібальд Штовік
Вілібальд Штовік (чеськ. Vilibald Šťovík; нар. 9 жовтня 1917, Прага, Австро-Угорщина — пом. 8 листопада 1948, Ла-Манш) — чехословацький хокеїст, захисник. Срібний медаліст Олімпійських ігор і чемпіон світу.

## Біографія
Виступав за один з найсильніших клубів тогочасної Європи — ЛТЦ (Прага). Багаторазовий переможець чемпіонатів Чехословаччини і різноманітних міжнародних турнірів.
У складі національної команди дебютував 7 січня 1937 року. Товариська гра у Празі проти збірної Канади завершилася поразкою з рахунком 2:6.
Учасник Олімпіади у Санкт-Моріці і трьох чемпіонатів світу (1937, 1939, 1947). 1947 року, його команда, вперше стала найсильнішою в світовому хокеї. Наступного сезону, на Олімпійських іграх 1948 року, чехословаки поступилися канадцям, у боротьбі за перше місце, лише за різницею закинутих та пропущених шайб (+62 проти +64). На Олімпійських іграх і чемпіонатах світу провів 21 матч, закинув 3 шайби. Всього в складі збірної Чехословаччини провів 43 матчі.
8 листопада 1948 року шість гравців національної команди вилетіли на невеликому двомоторному літаку з Парижа в Лондон, де Чехословаччина мала відіграти кілька товариських ігор. Літак злегка відхилився від курсу через густий туман і просто зник з радарів. Через кілька діб в протоці було виявлено тіло пілота, але ніяких уламків знайдено не було. В авіакатастрофі загинули хокеїсти збірної Зденек Ярковський, Мірослав Покорний, Карел Стібор, Ладіслав Трояк, Зденек Шварц і Вілібальд Штовік.
6 квітня 2010 року був обраний до Зали слави чеського хокею.

## Досягнення
- Олімпійські ігри

 Віце-чемпіон (1): 1948
- Чемпіонат світу

 Чемпіон (1): 1947
 Віце-чемпіон (1): 1948
- Чемпіонат Європи

 Чемпіон (2): 1947, 1948
 Віце-чемпіон (1): 1939
- Чемпіонат Чехословаччини

 Чемпіон (5): 1937, 1938, 1946, 1947, 1948
- Чемпіонат Богемії і Моравії

 Чемпіон (4): 1940, 1942, 1943, 1944